# Ред-Гауз (Нью-Йорк)
Ред-Гауз (англ. Red House) — місто (англ. town) в США, в окрузі Каттарогус штату Нью-Йорк. Населення — 27 осіб (2020).

## Демографія
Згідно з переписом 2010 року, у місті мешкало 38 осіб у 17 домогосподарствах у складі 10 родин. Було 25 помешкань
Расовий склад населення:
| - 97,4 % — білих |

До двох чи більше рас належало 2,6 %. Частка іспаномовних становила 0,0 % від усіх жителів.
За віковим діапазоном населення розподілялося таким чином: 13,2 % — особи молодші 18 років, 73,6 % — особи у віці 18—64 років, 13,2 % — особи у віці 65 років та старші. Медіана віку мешканця становила 51,0 року. На 100 осіб жіночої статі у місті припадало 123,5 чоловіків;  на 100 жінок у віці від 18 років та старших — 153,8 чоловіків також старших 18 років.
За межею бідності перебувало 47,2 % осіб, у тому числі 78,9 % дітей у віці до 18 років та 0,0 % осіб у віці 65 років та старших.
Цивільне працевлаштоване населення становило 13 осіб. Основні галузі зайнятості: мистецтво, розваги та відпочинок — 69,2 %, роздрібна торгівля — 15,4 %, освіта, охорона здоров'я та соціальна допомога — 7,7 %, будівництво — 7,7 %.